# 13906 Shunda
13906 Shunda è un asteroide della fascia principale. Scoperto nel 1977, presenta un'orbita caratterizzata da un semiasse maggiore pari a 2,2999069 UA e da un'eccentricità di 0,1921603, inclinata di 5,61159° rispetto all'eclittica.